# Reg Parnell
Reginald Harold Haslam Parnell Sr, detto Reg (Derby, 2 luglio 1911 – Derby, 7 gennaio 1964), è stato un pilota automobilistico britannico attivo anche in Formula 1.
Suo figlio Tim è stato anche un pilota di Formula 1 con scarsa fortuna. Entrambi hanno avuto esperienze come manager in squadre di Formula 1 negli anni successivi all'impegno agonistico, Reg Parnell in particolare fu team manager di una scuderia utilizzante solitamente telai della Lola.

## Carriera

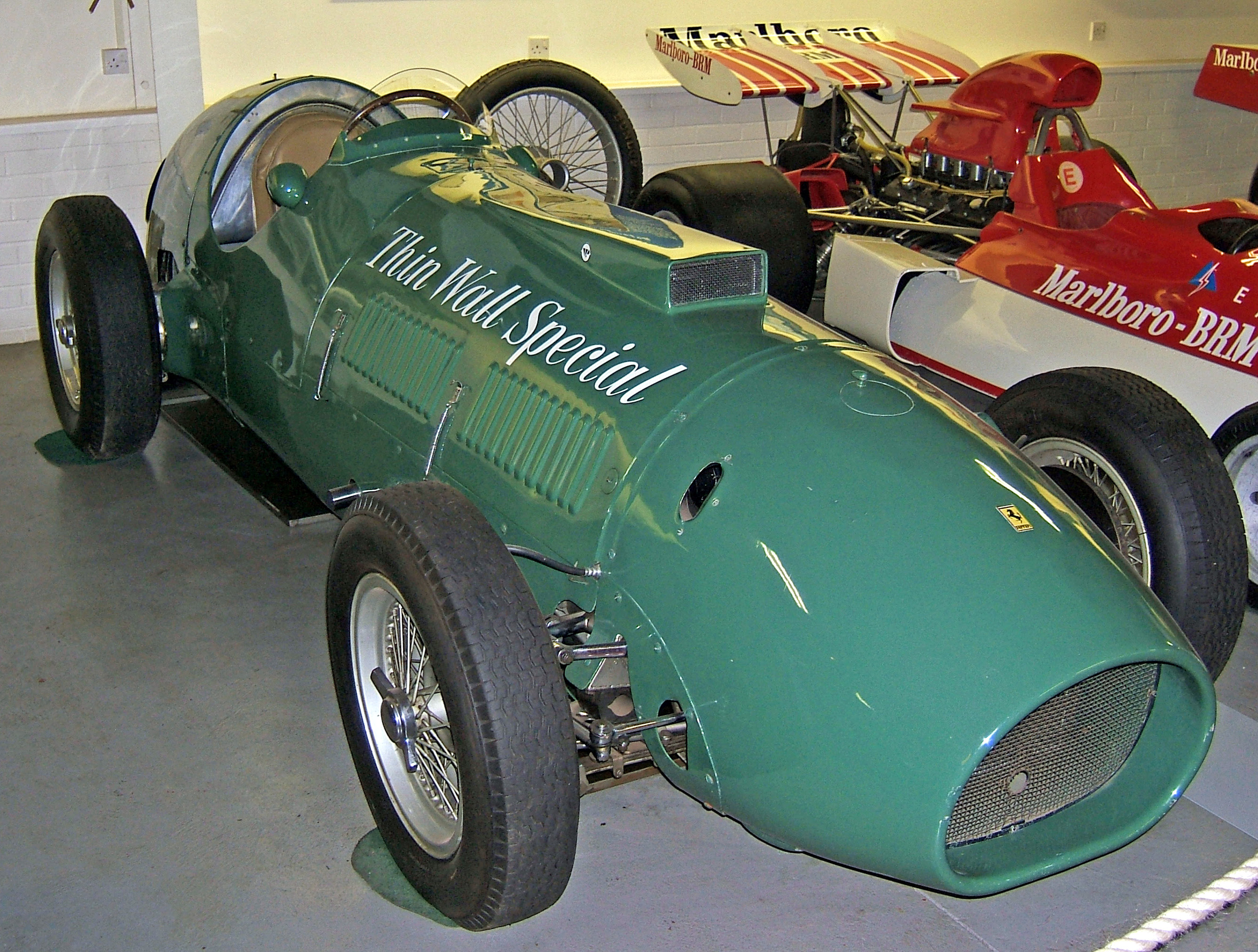
La Ferrari 375 modificata di Tony Vandervell, usata da Parnell tra il 1952 e il 1954

Nato in una famiglia di garagisti a Derby, iniziò la sua carriera nel 1935, quando decise di acquistare una Bugatti. Presto vendette la vettura per passare ad una più competitiva MG Magnette, ma nel 1937 si rese protagonista di un grave incidente in cui rimase ferito il pilota Kay Petre. A seguito di questo episodio gli venne ritirata la licenza di corsa. Lo scoppio della seconda guerra mondiale lo costrinse poi a fermare ulteriormente la sua carriera.
Tornò a correre nel 1946, guidando diverse monoposto. Attirò comunque le attenzioni dell'Alfa Romeo che gli offrì un contratto per disputare la stagione inaugurale di Formula 1 alla guida di una delle sue vetture. Durante il primo anno ottenne un terzo posto nella gara di casa e concluse al nono posto in campionato. Successivamente passò alla BRM, svolgendo prima il ruolo di collaudatore e poi quello di pilota. Ottenne diversi successi nelle formule minori e altri cinque punti in Formula 1, ma alla fine del 1954 decise di ritirarsi dalle corse.
Conclusa la carriera di pilota si dedicò a quella di team manager, lavorando inizialmente per l'Aston Martin nel biennio 1959-1960. Successivamente decise di costituire una propria squadra, sponsorizzata dalla Yeoman Credit di cui portava il nome, ed assunse Roy Salvadori e John Surtees. L'accordo durò fino al 1962, quando la società di credito si ritirò dall'automobilismo e Parnell costituì allora un team col suo nome.
L'inglese morì, però, nel 1964 di peritonite, dopo un intervento chirurgico mal riuscito. Parnell riposa nel cimitero parrocchiale di Tutti i Santi a Findern, nel Derbyshire.

## Risultati

### Risultati completi in Formula 1
| 1950 | Scuderia                         | Vettura                   |   |  |  |  |  |     |  |  |  | Punti | Pos. |
| ---- | -------------------------------- | ------------------------- | - |  |  |  |  | --- |  |  |  | ----- | ---- |
| 1950 | Alfa Romeo e Scuderia Ambrosiana | 158/50 e Maserati 4CLT/48 | 3 |  |  |  |  | Rit |  |  |  | 4     | 9º   |

| 1951 | Scuderia         | Vettura                  |  |  |  |   |   |  |    |  |  | Punti | Pos. |
| ---- | ---------------- | ------------------------ |  |  |  | - | - |  | -- |  |  | ----- | ---- |
| 1951 | Vandervell e BRM | Ferrari 375 F1 e BRM P15 |  |  |  | 4 | 5 |  | NP |  |  | 5     | 10º  |

| 1952 | Scuderia     | Vettura    |  |  |  |  |   |  |  |  |  | Punti | Pos. |
| ---- | ------------ | ---------- |  |  |  |  | - |  |  |  |  | ----- | ---- |
| 1952 | A.H.M. Bryde | Cooper T20 |  |  |  |  | 7 |  |  |  |  | 0     |      |

| 1954 | Scuderia            | Vettura     |  |  |  |  |     |  |  |  |  | Punti | Pos. |
| ---- | ------------------- | ----------- |  |  |  |  | --- |  |  |  |  | ----- | ---- |
| 1954 | Scuderia Ambrosiana | Ferrari 500 |  |  |  |  | Rit |  |  |  |  | 0     |      |

| Legenda | 1º posto     | 2º posto | 3º posto    | A punti         | Senza punti/Non class.  | Grassetto – Pole position Corsivo – Giro più veloce |
| Legenda | Squalificato | Ritirato | Non partito | Non qualificato | Solo prove/Terzo pilota | Grassetto – Pole position Corsivo – Giro più veloce |

### Risultati nei Gran Premi di automobilismo
| 1946    | Scuderia            | Vettura                     | FRA | SVI | ITA |     |     | Posizione |
| ------- | ------------------- | --------------------------- | --- | --- | --- | --- | --- | --------- |
| 1946    | Pilota privato      | Maserati 4CL ERA Tipo C     |     | Rit | Rit |     |     | -         |
| 1947    | Scuderia            | Vettura                     | SVI | BEL | ITA | FRA |     | Posizione |
| 1947    | Pilota privato      | ERA Tipo E                  |     |     |     | Rit |     | 13º       |
| 1948    | Scuderia            | Vettura                     | MON | SVI | FRA | ITA | GBR | Posizione |
| 1948    | Pilota privato      | ERA Tipo E Maserati 4CLT/48 | Rit |     |     | 5   | Rit | 12º       |
| 1949    | Scuderia            | Vettura                     | GBR | BEL | SVI | FRA | ITA | Posizione |
| 1949    | Scuderia Ambrosiana | Maserati 4CLT/48            | Rit | Rit | 8   | Rit | -   | 4º        |
| 1949    | Pilota privato      | Maserati 4CLT/48            | -   | -   | -   | -   | Rit | 4º        |
| Legenda |                     |                             |     |     |     |     |     |           |

### Risultati nella 24 Ore di Le Mans
| Anno | Classe | N° | Gomme | Vettura                                                | Squadra                   | Co-piloti                       | Giri | Pos. Assol. | Pos. di Classe |
| ---- | ------ | -- | ----- | ------------------------------------------------------ | ------------------------- | ------------------------------- | ---- | ----------- | -------------- |
| 1950 | S 3.0  | 21 | D     | Aston Martin DB2 Aston Martin 2.6L I6                  | Aston Martin Ltd.         | Charles Brackenbury             | 244  | 6º          | 2º             |
| 1951 | S 3.0  | 24 | D     | Aston Martin DB2 Aston Martin 2.6L I6                  | Aston Martin Ltd.         | David Hampshire                 | 252  | 7º          | 3º             |
| 1952 | S 3.0  | 27 | D     | Aston Martin DB3 Coupé Aston Martin 2.6L I6            | Aston Martin Ltd.         | Eric Thompson                   | -    | DNF         | DNF            |
| 1953 | S 3.0  | 25 | A     | Aston Martin DB3S Aston Martin 2.9L I6                 | Aston Martin Ltd.         | Peter Collins                   | 16   | DNF         | DNF            |
| 1954 | S 5.0  | 8  | A     | Aston Martin DB3S SC Aston Martin 2.9L Supercharged I6 | David Brown Ltd.          | Roy Francesco Salvadori         | 222  | DNF         | DNF            |
| 1955 | S 5.0  | 1  | A     | Lagonda DP166 Lagonda 4.5L V12                         | Aston Martin Lagonda Ltd. | Roger Dennistoun "Dennis" Poore | 93   | DNF         | DNF            |
| 1956 | S 3.0  | 14 | A     | Aston Martin DBR1/250 Aston Martin 2.5L I6             | Aston Martin Ltd.         | Charles Anthony "Tony" Brooks   | 246  | NC          | NC             |

### Risultati nella Mille Miglia
| Anno    | Scuderia             | Costruttore  | Vettura           | Numero | Categoria    | Classe  | Co-pilota         | Risultato di classe | Risultato assoluto |
| ------- | -------------------- | ------------ | ----------------- | ------ | ------------ | ------- | ----------------- | ------------------- | ------------------ |
| 1952    | Aston Martin Ltd.    | Aston Martin | Aston Martin DB2  | 554    | Gran Turismo | GT +2.0 | E. Serboli        | 2°                  | 13°                |
| 1953    | Aston Martin Lagonda | Aston Martin | Aston Martin DB3  | 611    | Sport        | S +2.0  | Louis Klemantaski | 5°                  | 5°                 |
| 1954    | David Brown          | Aston Martin | Aston Martin DB3S | 539    | Sport        | S +2.0  | Louis Klemantaski | Rit                 | Rit                |
| Legenda |                      |              |                   |        |              |         |                   |                     |                    |